# Matsudono Tadafusa
Matsudono Tadafusa (松殿忠房, [[[1193]] - 1273] Erro: {{japonês}}: texto da transliteração contém caractere não latino (pos 19) (ajuda)), também conhecido como Fujiwara no Tadafusa , Matsudo Tadafusa ou Matsuo Tadafusa. Foi um nobre período Kamakura da História do Japão.

## Vida
Tadafusa foi o quarto filho de Fujiwara no Motofusa (também conhecido como Matsudono Motofusa).
Em 1203 é nomeado Camerlengo e em 1204 foi nomeado governador da Província de Ōmi.
Em 1211 passa a ocupar o cargo de Chūnagon e em 1225 o de Dainagon.
Tornou-se um monge budista em 1247.
| Precedido por Matsudono Moroie | -- 3º Líder dos Matsuo Fujiwara | Sucedido por Matsudono |